# Fran Jeffries
Fran Jeffries (nacida Frances Ann Makris; Palo Alto, 18 de mayo de 1937-Los Ángeles, 15 de diciembre de 2016) fue una cantante, bailarina, actriz y modelo estadounidense.

## Primeros años de vida
Jeffries nació como Frances Ann Makris el 18 de mayo de 1937 en Palo Alto, California, hija de Steven G. Makris, un inmigrante griego propietario de una barbería, y Esther A. Gautier.

## Carrera
Jeffries cantó con la orquesta de Bob Scobey durante un año. Mientras estaba casada con Dick Haymes, actuaron juntos en un club nocturno. Durante este tiempo, Haymes le pidió al compositor y pianista Dave Frishberg que «escribiera algo para Fran: una pieza linda y sexy», que se convirtió en la canción clásica de Frishberg «Peel Me a Grape».
El debut cinematográfico de Jeffries se produjo en la película de 1958 The Buccaneer. Apareció en la película de 1963 La pantera rosa, en la que cantó «Meglio Stasera (It Had Better Be Tonight)» mientras dirigía un baile en fila con Peter Sellers, David Niven y otros. Su papel secundario como animadora profesional en Sex and the Single Girl la presentó como cantante y bailarina.
Su último papel cinematográfico fue en A Talent for Loving, dirigida por su entonces marido Richard Quine. En el set, «Los Quine peleaban constantemente», según la escritora Anne Edwards, que estaba casada con uno de los productores. «Fran Jeffries era cantante, no actriz, y no le gustaba su papel, especialmente la escasez de escenas. Al final del rodaje, había solicitado el divorcio».
Jeffries cantó en The Tom Jones Show en 1969 con el presentador, haciendo un dueto de «You've Got What it Takes», así como en The Smokey Robinson Show el año siguiente, en el que hizo números solistas y a dúo con Smokey Robinson, Stevie Wonder y el resto del elenco. Jeffries también actuó en la última gira USO de Bob Hope por Vietnam en diciembre de 1972 
Apareció en Playboy en la edición de febrero de 1971 (volumen 18, número 2) a la edad de 33 años en una sesión fotográfica titulada «Fran-tastic!». En septiembre de 1982 posó por segunda vez para Playboy, esta vez a la edad de 45 años. Esta segunda sesión fotográfica (volumen 29, número 9) se tituló «Still Fran-tastic!».

## Vida personal
Jeffries tuvo una hija, Stephanie, con su segundo marido, Dick Haymes (1958-1965). Luego estuvo casada con el director Richard Quine (1965-1970) y Steven Schaeffer (1971-1973).

## Muerte
Jeffries murió de mieloma múltiple el 15 de diciembre de 2016 en Los Ángeles, California, a la edad de 79 años.

## Filmografía
| Año  | Título                  | Papel                 | Notas |
| ---- | ----------------------- | --------------------- | ----- |
| 1958 | The Buccaneer           | Cariba - Chica Mawbee |       |
| 1963 | La pantera rosa         | «Prima» griega        |       |
| 1964 | Sex and the Single Girl | Gretchen              |       |
| 1965 | Harum Scarum            | Aisha                 |       |
| 1969 | A Talent for Loving     | María                 |       |

## Discografía
«Sex and the Single Girl» fue lanzado en MGM en 1964 como sencillo y LP. También cantó las canciones «Meglio Stasera» y «The Anniversary Song» en películas. En 1966, Jeffries grabó un álbum para Monument Records titulado This Is Fran Jeffries, que era una colección de estándares y canciones populares, producida por Fred Foster con arreglos de Dick Grove y Bill Justis, incluida una interpretación de «Yesterday» de Lennon-McCartney. En 2000, lanzó una grabación All the Love, nuevamente una colección de estándares.

### Álbumes
| Grabación | Título                                         | Sello            | Número de catálogo | Formato |
| --------- | ---------------------------------------------- | ---------------- | ------------------ | ------- |
| 1960      | Fran Can Really Hang You Up the Most           | Warwick          | W2020              | LP/CD   |
| 1964      | Fran Jeffries Sings of Sex and the Single Girl | MGM Records      | SE-4268            | LP/CD   |
| 1966      | This Is Fran Jeffries                          | Monument Records | SLP-18069          | LP/CD   |
| 2000      | All the Love                                   | Varèse Sarabande | 302 066 187 2      | CD      |

### Sencillos
| Grabación | Título                                            | Sello       | Número de catálogo | Formato |
| --------- | ------------------------------------------------- | ----------- | ------------------ | ------- |
| 1964      | Sex and the Single Girl?                          | MGM Records |                    | 45 rpm  |
| 1966      | Take Me (Tutta La Gente Del Mondo)/Honey and Wine | Monument    | 45-1036            |         |
| 1967      | Life Goes On/My Lonely Corner                     |             | 45-1015            |         |
| 1968      | Gone Now/I've Been Wrong Before                   |             | 45-1089            |         |